# Скока, Сальваторе
Сальваторе Скока (итал. Salvatore Scoca; 15 июня 1894, Калитри, провинция Авеллино, Королевство Италия — 10 мая 1965, Рим, Италия) — итальянский государственный деятель, министр по бюрократической реформе Италии (1953—1954).

## Биография
Родился в многодетной крестьянской семье. В 1918 г. окончил юридический факультет римского университета «Сапиенца». Работал адвокатом, а с января 1925 г., после победы на квалификационном конкурсе, начал работу в прокуратуре.
После освобождения Рима (1944) был назначен членом первого Римского комитета Христианско-демократической партии (ХДП).
В 1944—1947 гг. являлся заместителем государственного секретаря в министерстве финансов Италии.
В 1946 г. был избран членом Учредительного собрания, с 1948 по 1958 г. избирался в состав Палаты депутатов.
Параллельно выступал автором научных публикаций по экономическим и финансовым проблемам.
Его дочь, Маретта Скока, также стала известным юристом и занимала пост заместителя министра юстиции (1998—1999).